# Строуп, Джессика
Дже́ссика Ли Стро́уп (англ. Jessica Leigh Stroup; род. 23 октября 1986 года, Андерсон) — американская актриса, обладательница премии «Молодой Голливуд». В 17-летнем возрасте дебютировала в детском сериале «Нетакая» на канале Nickelodeon. Далее следовали такие сериалы, как «Зоуи 101», «Анатомия страсти», фильмы «Утренняя молитва», «Бывший», пока Джессика не снялась в своем первом большом фильме «У холмов есть глаза 2». Известность же ей принёс сериал «90210: Новое поколение» на канале The CW, в котором она сыграла бунтарку Сильвер. Сейчас актриса живёт в Лос-Анджелесе.

## Биография

### Ранняя жизнь
Строуп родилась в городе Андерсон, Южная Каролина, дочь Джуди и Дона Строупа, старшего вице-президента компании «Wachovia Corp.». Она провела своё детство в Шарлотте, Северная Каролина. Окончила среднюю школу Провиденс (штат Северная Каролина) в 2004 году. Строуп предложили стипендию для учёбы в Университете Джорджии, но она отказалась, чтобы продолжить актёрскую карьеру.

### Карьера
Строуп работает моделью с 15 лет, актёрскую карьеру начала в 18. Впервые она появилась в гостевой роли молодёжном сериале «Простушка» канала Nickelodeon. Позже исполнила небольшую роль в фильме CBS «Крылатые вампиры». Первая крупная роль — в телевизионном фильме 2001 года «Южное гостеприимство». Должна была сыграть Зоуи в триллере «Я всегда буду знать, что вы сделали прошлым летом», но отказалась от роли из-за несостыковки рабочих графиков. По данным сайта IMDb, пробовалась на роль в триллере «День смеха». В 2008 году получила роль Эйрин Сильвер, младшей сестры Дэвида Сильвера и Келли Тейлор, в сериале «90210: Новое поколение».
В 2007 сыграла в ужастике «У холмов есть глаза 2». В 2008 исполнила роль Клэр в ремейке триллера «Выпускной». Также засветилась в небольшой роли в картине «Бывший». В комедии «Это Рождество» она встретилась со своим коллегой по «Выпускному», Идрисом Эльбой. Снялась в ряде рекламных роликов для Honda, Velveeta, Target и Dentyne Ice. Сыграла главную роль в триллере «Любит — не любит» с Мишей Бартон и Мэттом Лонгом, который вышел в прокат в июле 2009 года. Появилась в пилотном эпизоде сериала «Настоящая кровь» в роль студентки Келли, путешествующей со своим парнем. В 2009 году вышел триллер «Информаторы» по мотивам романа Брета Истона Эллиса, где у Строуп была небольшая роль.
Сыграла роль в комедии Сэта Макфарлена «Тед», премьера которого намечена на 13 июля 2012 года.

### Личная жизнь
В 2008 году Джессика встречалась с актёром Дастином Миллиганом, своим коллегой по сериалу «90210: Новое поколение». В 2010 году пара рассталась.
В данный момент проживает в Лос-Анджелесе.

## Фильмография
| Кино        | Кино                                 | Кино                  | Кино                   | Кино                                            |
| Год         | Название                             | В оригинале           | Обязанности            | Примечания                                      |
| ----------- | ------------------------------------ | --------------------- | ---------------------- | ----------------------------------------------- |
| 2005        | Смертоносная стая                    | Vampire Bats          | Иден                   | эпизодическая роль                              |
| 2006        | Бывший                               | Broken                | Сара                   | эпизодическая роль                              |
| 2006        | Школа негодяев                       | School For Scoundrels | Жена Элайя             | эпизодическая роль                              |
| 2006        | Забытая во тьме                      | Left In Darkness      | Джастин                | эпизодическая роль                              |
| 2006        | Семейный бизнес                      | Southern Comfort      | Линди                  |                                                 |
| 2006        | Молись о завтра                      | Pray For Morning      | Эшли                   | роль второго плана                              |
| 2007        | Рождество                            | This Christmas        | Сэнди Уитфилд          | эпизодическая роль                              |
| 2007        | У холмов есть глаза 2                | The Hills Have Eyes 2 | Эмбер Джонсон          | главная роль                                    |
| 2008        | Выпускной                            | Prom Night            | Клэр                   | роль второго плана                              |
| 2009        | Любит — не любит                     | Homecoming            | Элизабет Митчум        | главная роль                                    |
| 2009        | Информаторы                          | The Informers         | Рейчел                 | эпизодическая роль                              |
| 2012        | Третий лишний                        | Ted                   | Коллега Лори           | эпизодическая роль                              |
| 2016        | Джек Ричер 2: Никогда не возвращайся |                       | Адвокат Ричера         | эпизодическая роль                              |
| Телевидение |                                      |                       |                        |                                                 |
| Год         | Название                             | В оригинале           | Обязанности            | Примечания                                      |
| 2005        | Нетакая                              | Unfabulous            | Фредерика              | эпизод «The Road Trip»                          |
| 2006        | Зоуи 101                             | Zoey 101              | Девушка                | эпизод «Lola Likes Chase»                       |
| 2006        | Подруги                              | Girlfriends           | Райли                  | эпизод «Oh, Hell Yes: The Seminar»              |
| 2007—2008   | Жнец                                 | Reaper                | Кэйди                  | 4 эпизода                                       |
| 2007        | Осенняя дорога                       | October Road          | Тейлор                 | эпизод «Once Around The Block»                  |
| 2007        | Анатомия страсти                     | Grey’s Anatomy        | Джиллиан Миллер        | эпизод «Great Expectations»                     |
| 2008        | Настоящая кровь                      | True Blood            | Келли                  | эпизод «Strange Love»                           |
| 2008—2013   | 90210: Новое поколение               | 90210                 | Эйрин Сильвер          |                                                 |
| 2011        | Гриффины                             | Family Guy            | Девушка в толпе, Дэниз | эпизоды «Friends of Peter G.» и «Tiegs for Two» |
| 2014        | Последователи                        | The Following         | Макс Харди             |                                                 |
| 2017—2018   | Железный кулак                       | Iron Fist             | Джой Мичам             |                                                 |